# Hartry Field
Hartry Field (ur. 1946) – profesor na Uniwersytecie w Nowym Jorku, jeden z głównych współczesnych filozofów, specjalizujący się w filozofii języka i matematyki. 
Wcześniej wykładał na Uniwersytecie Princeton, na Uniwersytecie Południowej Kalifornii i The Graduate Center w City University of New York. Uzyskał tytuł doktora filozofii na Uniwersytecie Harvarda pod kierownictwem Hilary'ego Putnama.
Jego pierwszą pracą był komentarz do teorii prawdy Alfreda Tarskiego, przy czym obecnie skłania się on w stronę deflacyjnej teorii prawdy. Najbardziej wpływową pracą z tego okresu była prawdopodobnie „Theory Change and the Indeterminacy of Reference” (Journal of Philosophy, 70, 14: 462-481), w której wprowadził pojęcie częściowej denotacji.
W 1980 roku, Field rozpoczął projekt w filozofii matematyki poświęcony fikcjonalizmowi, doktryny stojącej w opozycji zarówno do platonizmu matematycznego, jak i filozofii Quine’a, zgodnie z którą wszystkie twierdzenia i narzędzia matematyczne są jedynie użytecznymi fikcjami, a co za tym idzie nie powinny być uważane za dosłownie prawdziwe.
Wiele z jego bieżących prac jest poświęconych semantycznym paradoksom.

## Książki
- Science Without Numbers, Blackwell, 1980
- Realism, Mathematics and Modality, Blackwell, 1989
- Truth and the Absence of Fact, Oxford University Press 2001
- Saving Truth from Paradox, Oxford University Press, 2008